# Sycettaga primitiva
Sycettaga primitiva är en svampdjursart som beskrevs av Ernst Haeckel 1872. Sycettaga primitiva ingår i släktet Sycettaga och familjen Levinellidae.
Artens utbredningsområde är havet kring Australien. Inga underarter finns listade i Catalogue of Life.